# Челобитьево
Челоби́тьево — деревня в городском округе Мытищи Московской области. Деревня расположена в 2 километрах от МКАД.

## История
Известно с XV века как село Челобитьево.
- В 1766 г. деревня Челобитьево Манатьина Быкова Коровина стана Тайнинской волости, у Тайнинского торгового тракта, владение Московской удельной конторы Кремлёвского строения, по 5-й ревизии 35 дворов, 95 мужчин, 97 женщин.
- В 1852 г. деревня 4-го стана Удельной Конторы в 14 верстах от Троицкой заставы, по Ярославскому тракту. 33 двора (124 мужчины, 142 женщины).
- В 1859 г. удельная деревня при безымянном ручье. 36 дворов (142 мужчин, 155 женщин)[3].
- В 1890 г. в деревне Московского уезда Мытищинской волости 4-го стана, в 12 верстах от г. Москвы, 242 жителя, в 1899 г. 253 человека, имение потомственных почётных граждан Василия и Фёдора Алексеевичей Ленточниковых.
- В 1908 г. здесь значится начальное земское училище.
- В 1911 г. упоминается 52 двора.
- В 1926 г. отмечается в Коммунистической волости Московского уезда. 74 крестьянских двора, 5 прочих (229 мужчин, 235 женщин).
- В 1994—2006 годах — центр Сгонниковского сельского округа.
- в 2010 году в деревне были снесены трущобы гастарбайтеров, работавших на соседней Мытищинской ярмарке[4], по данным МВД в 2011 году, в деревне, в этажерках из строительных вагончиков во дворах местных жителей,    проживали до 20 000 человек, в основном трудовые мигранты и цыгане[2][5].

## Население
| 1852 | 1859 | 1890 | 1899 | 1926 | 2002 | 2010 |
| ---- | ---- | ---- | ---- | ---- | ---- | ---- |
| 266  | ↗297 | ↘242 | ↗263 | ↗464 | ↗466 | ↘409 |

## Инфраструктура
Рядом с деревней расположены гипермаркеты «Ашан», «Леруа Мерлен» и «Твой Дом», Мытищинская ярмарка. Улицы: Колхозная, Лесная, Осташковское ш., Центральная, Шоссейная.

## Общественный транспорт
Автобусы и маршрутки:
- 15 (ст. Мытищи — Челобитьево)
- 419 (м. Медведково - Челобитьево)[12]

В 1990-е планировалось построить станцию Московского метрополитена «Челобитьево», продлив Калужско-Рижскую линию до Мытищ.  В настоящее время (2020 год), из-за отсутствия финансирования, проектирование и строительство отложено на неопределённый срок, после 2019 года.